# Comuna Ustîvîțea, Velîka Bahacika
Ustîvîțea (în ucraineană Устивиця) este o comună în raionul Velîka Bahacika, regiunea Poltava, Ucraina, formată din satele Dakalivka, Hreanciîha, Pidlukî, Psilske și Ustîvîțea (reședința).

## Demografie
Componența lingvistică a comunei Ustîvîțea
     Ucraineană (96,57%)
     Rusă (3,29%)
     Alte limbi (0,04%)
Conform recensământului din 2001, majoritatea populației comunei Ustîvîțea era vorbitoare de ucraineană (96,57%), existând în minoritate și vorbitori de rusă (3,29%).